# Targhe d'immatricolazione del Turkmenistan

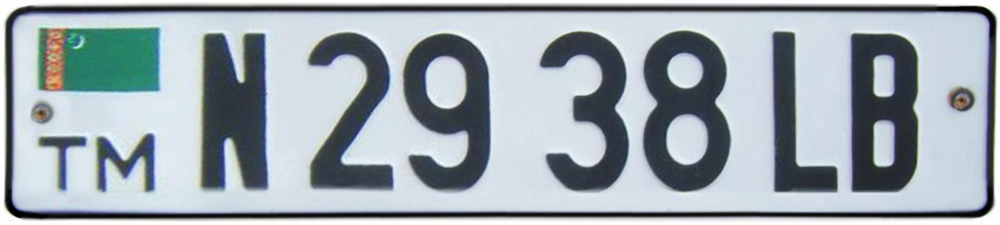
Esempio di formato cessato nel 2009

Le targhe d'immatricolazione del Turkmenistan sono destinate a identificare i veicoli immatricolati nel Paese centroasiatico.

## Sistema in uso

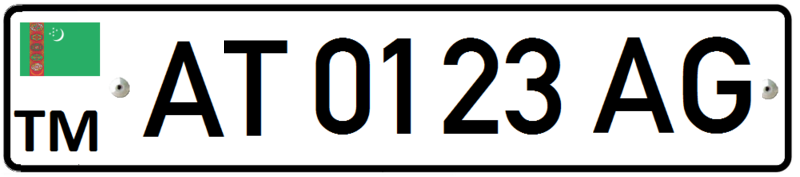
Targa campione standard con serie utilizzata dal 2009

Le targhe automobilistiche turkmene  hanno generalmente caratteri neri su sfondo bianco. Sono conformi allo standard europeo (misurano 520 × 110 mm) e presentano a sinistra la bandiera nazionale in alto e le lettere TM, anch'esse nere, in basso a caratteri ridotti. La combinazione inizia con una o (dal 2009) due lettere dell'alfabeto latino seguite da quattro cifre ed altre due lettere indicanti la provincia nella quale è stato immatricolato il veicolo. Il font utilizzato è una variante del DIN 1451.
L'attuale sistema è stato introdotto nel 1994. Fino a tutto il 1993 il formato delle targhe era quello dell'Unione Sovietica, con caratteri cirillici.

## Varianti
Le targhe dei veicoli intestati a stranieri residenti in Turkmenistan o a compagnie estere hanno lo sfondo giallo. Sono composte da una cifra, la lettera H e da un numero progressivo a cinque cifre. 
| \| \| |
|       |

I rimorchi delle persone fisiche o giuridiche sopra specificate hanno un formato con lo stesso colore e la medesima sequenza, si differenziano soltanto per le lettere HT (dove "T" = Trailer) anziché "H".
| \| \| |
|       |

Anche le targhe provvisorie da esportazione sono gialle, ma con la lettera T (iniziale di Transit) seguita da altre due lettere seriali ed un numero progressivo generalmente a quattro cifre. 
| \| \| |
|       |

I rimorchi privati (roulotte o carrelli appendice) si distinguono per le lettere fisse TR (che stanno per Trailer) dopo la numerazione, a sinistra della quale è posizionata la sigla dell'area di immatricolazione. Questo formato è stato introdotto nel 2012 sostituendo quello sovietico.
| \| \| |
|       |

Le targhe dei rimorchi di proprietà aziendale o statale sono verdi con caratteri bianchi; la numerazione è seguita da due lettere, la prima delle quali è sempre una T.
| \| \| |
|       |

Motocicli e macchine agricole hanno targhe di forma quadrata: nei primi la sigla della regione seguita da una lettera seriale sormonta un numero a quattro cifre, nelle seconde l'ordine è invertito e non sono presenti né la bandiera nazionale né il codice internazionale "TM". Anche le targhe di questi veicoli prima del 2012-2013 avevano il formato sovietico.
| \| \| \| |  |
|          |  |

Le targhe diplomatiche sono riconoscibili per il colore blu e i caratteri bianchi. Da sinistra a destra sono composte dal codice numerico indicante lo Stato, le lettere CD e un numero progressivo a tre cifre. 
| \| \| |
|       |

Per i veicoli delle autorità militari e governative vengono emesse targhe con scritte bianche su sfondo verde chiaro; a sinistra si trova la bandiera nazionale (di dimensioni maggiori rispetto a quella visibile nelle targhe ordinarie), sotto la quale sono posizionate le lettere "TM", anch'esse bianche. Sono seguite da quattro cifre e dalla sigla identificativa dell'area di immatricolazione, preceduta oppure seguita a sua volta da un'ulteriore lettera.
| \| \| |
|       |

Anche il formato assegnato agli automezzi dell'Esercito si contraddistingue per i caratteri bianchi su fondo verde; recano quattro cifre e, al posto della sigla dell'area di immatricolazione, le lettere GM (Goranmak Ministrligi) per il Ministero della Difesa della repubblica e le lettere MG per le unità e le formazioni del Ministero stesso.
| \| \| |
|       |

| \| \| |
|       |

Nel corso della sfilata celebrativa del ventesimo anno dell'indipendenza del Paese, nel 2011, sono state emesse targhe con la scritta DABARA ("cerimonia" in turkmeno) che precede una sola cifra.
| \| \| |
|       |

La serie per le vetture del Servizio di Guardia di Frontiera Nazionale (in turkmeno Döwlet Serhet Gullugy) è composta da numero a quattro cifre, una "S" e un numero a due cifre. I caratteri sono bianchi in campo verde.
| \| \| |
|       |

Le targhe dei mezzi della Polizia stradale hanno anch'esse caratteri bianchi su fondo verde; la serie è costituita dalla lettera D seguita da un numero progressivo di tre cifre e dalle lettere YGG, che sono l'acronimo di (Polisiýanyň) Ýol Gözegçilik Gullugy, ossia "Servizio di ispezione stradale (della Polizia)".
| \| \| |
|       |

L’auto ufficiale del Presidente reca, nella targa anteriore, un sigillo circolare di ottone in campo verde. Sul retro è fissata una targa rettangolare, anch'essa in ottone e su fondo verde, con i cinque simboli delle tribù presenti nella bandiera nazionale e rappresentati anche sui tappeti.

## Sigle automobilistiche e province corrispondenti

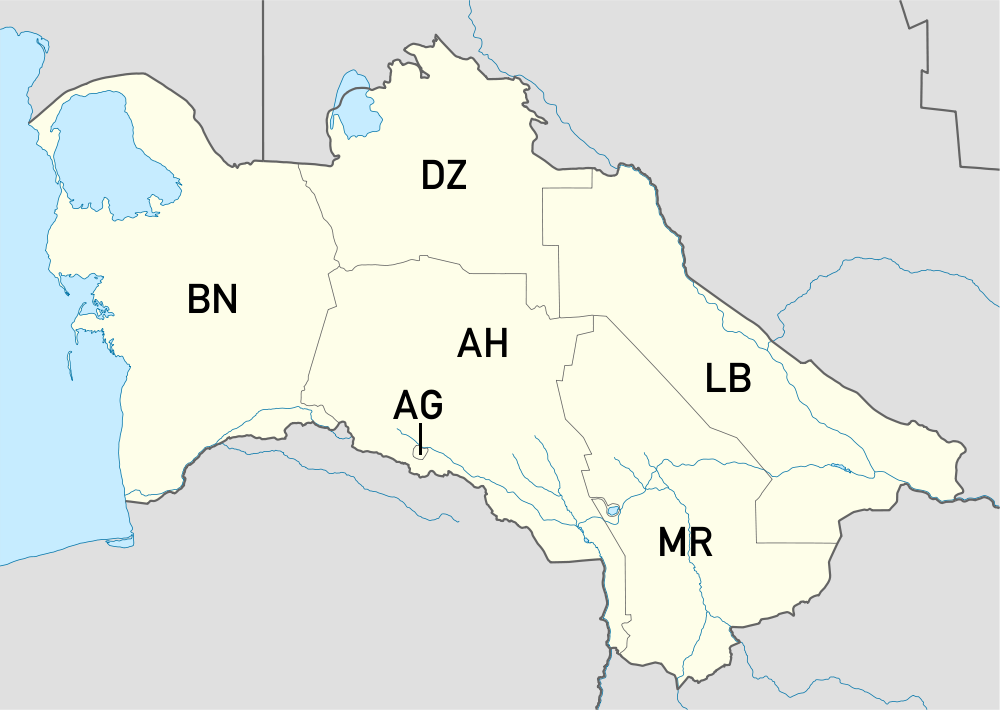
Suddivisione del Turkmenistan in province e relative sigle automobilistiche

| Sigla autom. | Provincia           | Sigla autom. | Provincia            |
| ------------ | ------------------- | ------------ | -------------------- |
| AG           | Città di Aşgabat    | AH           | Provincia di Ahal    |
| BN           | Provincia di Balkan | DZ           | Provincia di Daşoguz |
| LB           | Provincia di Lebap  | MR           | Provincia di Mary    |